# Jeff Atkinson
Jeffrey Patrick „Jeff” Atkinson (ur. 24 lutego 1963 w Manhattan Beach w stanie Kalifornia) – amerykański lekkoatleta specjalizujący się w biegach średniodystansowych, uczestnik letnich igrzysk olimpijskich w Seulu (1988).

## Sukcesy sportowe
- srebrny medalista mistrzostw Stanów Zjednoczonych w biegu na 1500 metrów – 1989[1]

| Rok  | Miasto    | Zawody                    | Konkurencja    | Wynik         |
| ---- | --------- | ------------------------- | -------------- | ------------- |
| 1988 | Seul      | Igrzyska olimpijskie      | bieg na 1500 m | 10. miejsce   |
| 1989 | Budapeszt | Halowe mistrzostwa świata | bieg na 1500 m | brązowy medal |
| 1991 | Sewilla   | Halowe mistrzostwa świata | bieg na 1500 m | 6. miejsce    |

## Rekordy życiowe
- bieg na 1500 metrów – 3:35,15 – Hengelo 13/08/1989
- bieg na 1500 metrów (hala) –  3:38,12 – Budapeszt 04/03/1989
- bieg na milę – 3:52,80 – Zurych 17/08/1988